# André Liohn
André Liohn (9 de novembro de 1974, Botucatu) é um fotojornalista freelance brasileiro, contribuindo frequentemente para as publicações Der Spiegel, L'Espresso, Time, Newsweek, Le Monde, Veja e outras.

## Biografia
André Liohn viveu em Botucatu, no Brasil durante sua infância. Aos 20 anos, mudou-se para Trondheim, na Noruega, onde morou por 15 anos. Começou a fotografar aos 30 anos. Em seus primeiros anos na fotografia, conheceu o fotógrafo tcheco Antonín Kratochvíl que se tornou seu amigo e mentor pessoal, influenciando seu trabalho e sua visão sobre a fotografia.
Em 2011, tornou-se o primeiro fotojornalista latino-americano a receber a prestigiosa Medalha de Ouro Robert Capa pelo Overseas Press Club por seu trabalho sobre a Guerra Civil da Líbia e indicado pelo Prix Bayeux-Calvados des Correspondants de Guerre. Seu trabalho de documentar os desafios enfrentados pelos profissionais de saúde que trabalham em áreas de conflito tem sido usado pelo projeto Saúde em Perigo do CICV, denunciando casos de violência contra profissionais de saúde em todo o mundo.

## Caso de denúncia contra Marco Vernaschi
Em abril de 2010, Liohn tornou público o caso em que o bolsista do Pulitzer Center on Crisis Reporting e vencedor do World Press Photo, Marco Vernaschi, forçou uma mãe ugandense a exumar seu filho recém-falecido, oferecendo pagamento após o fato. Liohn soube do caso depois de visitar a Uganda para relatar casos de sacrifícios humanos e depois de observar vagas legendas de fotos escritas por Vernaschi, viu que ele não estava presente no momento do enterro e, em essência, encenou uma foto e ofereceu pagamento em troca. Depois de notificar o Pulitzer Center e a fotojornalista Anne Holmes, que posteriormente removeu uma entrevista com Vernaschi que havia sido anteriormente em seu blog, Liohn veio a público no fórum de jornalistas Lightstalkers. A história chamou mais atenção quando Roy Greenslade a escreveu no The Guardian. Desde outubro de 2011, o Pulitzer Center continua a apoiar o trabalho de Vernaschi, embora tenha retirado várias imagens desta e de outra história (onde foram levantadas questões sobre a ética de mostrar o rosto e a genitália de uma criança que sofreu mutilação genital) e acolheu um debate e discussão sobre os métodos de trabalho do fotógrafo, integridade jornalística e ética profissional.

## Documentário
"Você não é um soldado" - 2021 - Na tentativa de entender o que motivou o desejo de seu pai de estar na linha de frente, a documentarista Maria Carolina Telles mergulha na história do premiado fotógrafo de guerra André Liohn. André era um homem que lutava com sua própria dor interna, muitas vezes escolhendo mergulhar em algumas das zonas de conflito mais notórias do mundo. Altamente condecorado por seu trabalho, incluindo a prestigiosa Medalha de Ouro Robert Capa, sua vida dá uma virada drástica logo após a morte de seus colegas Tim Hetherington, Chris Hondros, Marie Colvin e James Foley. Tendo presenciado sofrimento e medo imensuráveis, ele começa a questionar seus motivos para se colocar em tal perigo e examina a linha perturbadora, mas tênue, entre a vida e a morte que testemunhou e para que fim irá revelar essas verdades.

## Livros
- 2016 - Correspondente de Guerra (com Diogo Schelp) - Editora Contexto.

## Exibições
- 2017 - REVOGO - SINTRA PRESS
- 2017 - Na Linha de frente - Museu da fotografia de Fortaleza, Brasil (Coletiva)
- 2016 - REVOGO - lodi festival della fotografia etica - Itália
- 2015 - REVOGO - Instituto Caixa Cultural - São Paulo, Brasil
- 2015 - Assistência à Saúde em Perigo: Líbia e Somália no olhar de André Liohn" ICRC Biblioteca Parque Villa Lobos - São Paulo, Brasil
- 2014 - FGW1414 exhibition MEMO THE FIRST GLOBAL WAR - Atlante delle Guerre e dei Conflitti del Mondo & Museo Storico del Trentino.
- 2014 - Assistência à Saúde em Perigo: Líbia e Somália no olhar de André Liohn" ICRC Museu Nacional Honestino Guimarães
- 2013 - Violence against health care through the ages - ICRC
- 2011 - Almost Dawn in Libya - Líbia

## Prêmios
- 2010 - New York Photo Festival Photographic coverage of the 2010 Haiti earthquake Series category (Ganhou)
- 2010 - New York Photo Festival Photographic coverage of the 2010 Haiti earthquake Singles category (Finalista)
- 2011 - Yonhap United Nations Millennium Awards
- 2012 - Robert Capa Gold Medal Award from the Overseas Press Club
- 2012 - National Press Photographers Association – Ganhou em Fotojornalismo, Segundo em International News Picture Story
- 2012 - Webby Award official honoree
- 2012 - Bayeux-Calvados Awards for war correspondents
- 2017 - Norwegian Picture of the year First Prize News Reports abroad
- 2018 - Norwegian Picture of the year First Prize News Reports abroad
- 2019 - Pictures of the Year International - IMPACT 2019–IMMIGRATION STATUS | Segundo lugar
- 2020 - 2020 National Press Photographers Association Best of Photojournalism - News and Issues - "Inside Libya's brutal battle for control of Tripoli" | Terceiro lugar
- 2021 - Norwegian Picture of the year | Primeiro prêmio em News Reports abroad